# 1069
| Calendário gregoriano                                                        | 1069 MLXIX                                           |
| Ab urbe condita                                                              | 1822                                                 |
| Calendário arménio                                                           | 518 – 519                                            |
| Calendário bahá'í                                                            | -775 – -774                                          |
| Calendário budista                                                           | 1613                                                 |
| Calendário chinês                                                            | 3765 – 3766 Início a 26 de janeiro (aproximadamente) |
| Calendário copta                                                             | 785 – 786                                            |
| Calendário etíope                                                            | 1061 – 1062                                          |
| Calendários hindus - Vikram Samvat - Calendário nacional indiano - Cáli Iuga | 1124 – 1125 990 – 991 4169 – 4170                    |
| Calendário Holoceno                                                          | 11069                                                |
| Calendário islâmico                                                          | 461 – 462                                            |
| Calendário judaico                                                           | 4829 – 4830                                          |
| Calendário persa                                                             | 447 – 448                                            |
| Calendário rúnico                                                            | 1319                                                 |
| Calendário solar tailandês                                                   | 1612                                                 |

1069 (MLXIX, na numeração romana) foi um ano comum do século XI do Calendário Juliano, da Era de Cristo, e a sua letra dominical foi D (53 semanas), teve início a uma quinta-feira e terminou também a uma quinta-feira.
No território que viria a ser o reino de Portugal estava em vigor a Era de César que já contava 1107 anos.
| Ano completo                        |
| ----------------------------------- |
| Ano comum com início à quinta-feira |

## Mortes
- 28 de fevereiro - Almutadide, foi o segundo governante Sevilha na Dinastia abádida.